# Antônio Ribeiro de Morais
Antônio Ribeiro de Morais foi sertanista. Era genro de Amador Bueno, o aclamado. Morreu em São Paulo em 18 de outubro de 1686, conhecido como sertanista e capitão-mor governador da Capitania.
Silva Leme descreve sua família no volume VII página 135 de sua «Genealogia Paulistana».
Em 4 de outubro de 1659 foi nomeado capitão-mor governador da Capitania de São Vicente, por ser sertanista que fizera entradas no Espírito Santo e nas atuais Minas Gerais.
Salvador Correia de Sá e Benevides queria uma expedição para a definitiva descoberta da serra de Sabaraboçu tão falada e contava com gente de São Paulo, escolhida por Morais.
Em 3 de novembro de 1659 Salvador escreveu a Morais, do Espírito Santo, dizendo-lhe que ali se  achava dispondo de uma entrada para descobrir esmeraldas, enviando em pessoa seu filho João Correia de Sá como mestre de campo do presídio do Rio de Janeiro, e para o importante serviço, pedia um paulista, «dos melhores sertanistas», conferindo-lhe o posto de capitão de infantaria da leva.
A 5 de agosto de 1662 na câmara de São Paulo, povo e homens bons, lidas as Cartas-Régias ao Governo-Geral do Estado e a provisão deste de 28 de abril, para o pagamento da dívida assumida por Portugal com a Holanda como indenização por ter perdido Pernambuco, foram eleitos procuradores para tratar do caso em Santos, onde deveriam-se reunir os procuradores das distintas câmaras, o capitão Simão de Toledo e Antônio Ribeiro de Morais. A 2 de novembro foi divulgado o resultado da conferência de agosto: São Paulo e seu distrito pagariam 580 mil réis, acrescidos em 1663 por ordem do conde de Óbidos de mais 70 mil: 650 mil réis anuais por 16 anos teriam que ser enviados à Corte. A Câmara, de que era juiz ordinário Estêvão Ribeiro Baião Parente, o futuro conquistador dos sertões baianos, votou logo o estanco do vinho, da aguardente do Reino e da terra, do azeite.